# Kristina Kuusk
Kristina Kuusk (ur. 16 listopada 1985 w Haapsalu) – estońska szpadzistka, dwukrotna medalistka mistrzostw świata.
Podczas mistrzostw świata w Kazaniu w 2014 roku Estonki w składzie: Julia Beljajeva, Irina Embrich, Erika Kirpu i Kristina Kuusk zdobyły srebrny medal w zawodach drużynowych. Na rozgrywanych trzy lata później mistrzostwach świata w Lipsku Beljajeva, Embrich, Kirpu i Kuusk wywalczyły drużynowo złoty medal.
W rywalizacji drużynowej zdobyła również: złoto na mistrzostwach Europy w Zagrzebiu (2013) i mistrzostwach Europy w Toruniu (2016) oraz brązowe na mistrzostwach Europy w Legnano (2012) i mistrzostwach Europy w Nowym Sadzie (2018). Ponadto na ME 2018 wywalczyła również srebrny medal w turnieju indywidualnym.
Wystartowała na igrzyskach olimpijskich w Rio de Janeiro w 2016 roku, gdzie zajęła czwarte miejsce drużynowo.